# Reaching Fourth
Reaching Fourth – drugi album amerykańskiego pianisty jazzowego McCoya Tynera, wydany po raz pierwszy w 1963 roku z numerem katalogowym A-33 nakładem Impulse! Records.

## Powstanie
Na album wybrano sześć utworów, spośród których dwa napisał McCoy Tyner (Reaching Fourth, Blues Back). Pozostałe to: standard Goodbye Gordona Jenkinsa, Theme for Ernie Freda Laceya, oraz popularne piosenki Old Devil Moon (z musicalu Finian’s Rainbow; muzyka: Burton Lane; słowa: Yip Harburg) i Have You Met Miss Jones? (z musicalu I’d Rather Be Right; muzyka: Richard Rodgers; słowa: Lorenz Hart).
Materiał na płytę został zarejestrowany 14 listopada 1962 roku przez Rudy’ego Van Geldera w należącym do niego studiu (Van Gelder Studio) w Englewood Cliffs w stanie New Jersey. Utwory wykonali trzej muzycy tworzący McCoy Tyner Trio: Tyner (fortepian), Henry Grimes (kontrabas) i Roy Haynes (perkusja). Produkcją albumu zajął się Bob Thiele.

## Lista utworów
Opracowano na podstawie materiału źródłowego.
Wydanie LP
Strona A
| Nr | Tytuł utworu      | Muzyka         | Długość |
| -- | ----------------- | -------------- | ------- |
| 1. | „Reaching Fourth” | McCoy Tyner    | 4:21    |
| 2. | „Goodbye”         | Gordon Jenkins | 5:46    |
| 3. | „Theme for Ernie” | Fred Lacey     | 6:00    |
|    |                   |                | 16:07   |

Strona B
| Nr | Tytuł utworu               | Muzyka          | Długość |
| -- | -------------------------- | --------------- | ------- |
| 1. | „Blues Back”               | Tyner           | 6:54    |
| 2. | „Old Devil Moon”           | Burton Lane     | 7:27    |
| 3. | „Have You Met Miss Jones?” | Richard Rodgers | 3:47    |
|    |                            |                 | 18:08   |

## Twórcy
Opracowano na podstawie materiału źródłowego.
Muzycy:
- McCoy Tyner – fortepian
- Henry Grimes – kontrabas
- Roy Haynes – perkusja

Produkcja:
- Bob Thiele – produkcja muzyczna
- Rudy Van Gelder – inżynieria dźwięku
- Bob Ghiraldini – fotografia na okładce
- Dan Morgenstern – liner notes